# Keys contro Carolina Coach

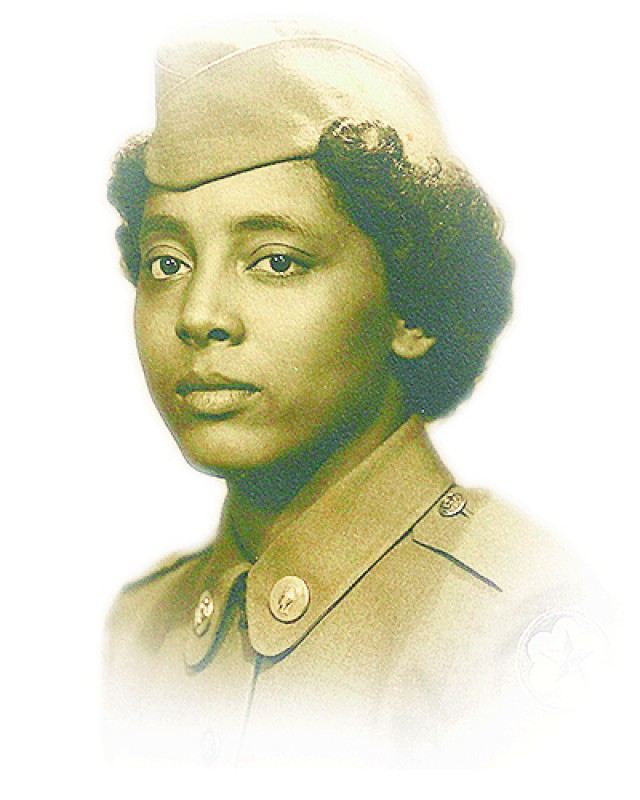
Sarah Louise Keys

Sarah Keys contro Carolina Coach Company è un caso giudiziario del 1955 affrontato negli Stati Uniti che coinvolse i diritti civili degli afroamericani.

## Storia
L'Interstate Commerce Commission, in risposta alle lamentele per la segregazione sugli autobus raccolte nel 1953 da un membro del Women's Army Corps (WAC), Sarah Louise Keys, decise di rivisitare il caso Plessy v. Ferguson, che aveva sancito la dottrina del "separati ma uguali", dottrina che secondo la suddetta commissione doveva essere bandita. La ICC accolse la mozione della Keys e condannò la segregazione dei passeggeri di colore sugli autobus di linee urbane ed interstatali.
Il caso venne fuori alla vigilia dell'esplosione del movimento per i diritti civili grazie all'avvocato di Washington D.C. Julius Winfield Robertson e il suo collega Dovey Johnson Roundtree, un ex membro del WAC la cui esperienza con le leggi di Jim Crow lo aveva spinto a prendere a cuore il caso di Sarah Keys. Keys v. Carolina Coach Company, insieme all'altro caso affine, NAACP v. St. Louis-San Francisco Railway Company (anch'esso del 1955), rappresenta una pietra miliare nella battaglia per i diritti civili. La sentenza del novembre 1955, annunciata pubblicamente sei giorni prima del boicottaggio degli autobus di Montgomery, quest'ultimo susseguito all'intervento di Rosa Parks, divenne un'estensione del già celebre caso Brown v. Board of Education (1954) con il quale si aboliva la segregazione nelle scuole. Keys v. Carolina Coach Co. fu l'unica vera e propria volta in cui una corte ripugnò la dottrina della segregazione e tornò di nuovo a far parlare di sé quando, nel 1961, il procuratore generale Robert Kennedy lo invocò come pretesto per ricordare la necessità di mettere fine alla discriminazione razziale.